# Чериковський район
Чериковський район (біл. Чэрыкаўскі раён) — адміністративна одиниця Білорусі, Могильовська область. Район займає територію 102,227 тис. га і має протяжність з півночі на південь — 46 км, і з заходу на схід-40 км. Територія району знаходиться в межах Оршансько-Могильовської рівнини, загальний нахил з північного сходу на південний захід вздовж річки Сож. Середня висота масиву над рівнем моря 180—200 м.
Клімат — помірно-континентальний. Середня температура січня — мінус 7,9 градусів за Цельсієм, липня — плюс 18,3 градуса за Цельсієм. Вегетаційний період — 187 діб. Опадів випадає в середньому 594 мм за рік.
Чисельність населення Черіковского району на 01.01.2009 року становить 15 874 особи, з яких у місті проживає 8 427, у сільській місцевості — 7 447. Середня щільність населення — 15,8 людини на 1 квадратний кілометр.